# 1K ZX Chess
1K ZX Chess je hra z roku 1983 pro počítače ZX81. Jedná se o šachový program, který je spustitelný i na počítačích ZX81 bez přídavné paměti. Autorem hry je David Horne. Hra zabírá v paměti RAM pouze 672 B. Hra umožňuje hrát hru jednomu hráči proti počítači, hru vždy začíná počítač jedním ze dvou předdefinovaných počátečních tahů. Hra má kromě šachových pravidel pohybu jednotlivých figur naprogramovánu základní umělou inteligenci pro výběr vhodných tahů. Kvůli nedostatku paměti nebyla naprogramována rošáda, proměna pěšce a braní mimochodem.
Hra sice zabírá pouze 672 B, ovšem pro její překlad ze zdrojového kódu byl nutný počítač s alespoň 3 KiB RAM.